# سپیدایی (کیمیا)
در کیمیاگری، سپیدایی دومین مرحله از چهار مرحله اصلی شاهکار، همراه با سیاهی، زردی و سرخی است. در لاتین به آن آلبیدو می‌گویند به معنای «سفیدی». به دنبال مرحله massa confusa سیاهی، کیمیاگر به پاکسازی در سپیدایی دست می زند که کلمه به آن غسل (ablutio ) می‌گویند - شستشن ناپاکی‌ها. این مرحله با "آوردن نور و وضوح به ماده اول (prima materia)" مرتبط است.
در این فرایند، مورد به دو اصل متضاد تقسیم می‌شود تا بعداً منعقد شود تا در حین سرخی، وحدت ضدین ایجاد شود.  کیمیاگران همچنین پس از تکمیل مرحله اول، که مستلزم زوال ماده بود، آن را بر روح یک فرد اعمال می‌کردند.  در ادبیات قرون وسطی ، که سیستم پیچیده ای از تصاویر و نمادها را برای کیمیاگری ایجاد کرد، کبوتر اغلب این مرحله را نشان می داد در حالی که زاغ نماد سیاهی بود. 
تیتوس بورکهارت سپیدایی را پایان کار کهتر، که مربوط به معنویت بخشیدن به بدن است، تفسیر می کند. هدف مرود ادعای این بخش از فرآیند، بازیابی خلوص اولیه و پذیرش روح است. 

## روانشناسی
کارل یونگ، روانشناس، آلبدو را با تصاویر روحی ضدجنسی ناخودآگاه یکی دانست؛ آنیما در مردان و آنیموس در زنان. این مرحله ای است که در آن بینش به افکنش سایه تحقق می یابد، و نفس متورم و مفهوم سازی های غیر ضروری از روان حذف می شود. تفسیر دیگری آلبیدو را به عنوان تجربه بیداری توصیف می کند و شامل تغییری در آگاهی است که در آن، جهان چیزی فراتر از نفس یک فرد، خانواده یا کشورش می شود. 